# Go Youn-jung
Go Youn-jung (en hangul, 고윤정; RR: Go Yun-jeong) es una actriz y modelo surcoreana.

## Biografía
Estudió en la Universidad de Mujeres de Seúl donde se especializó en Arte Contemporáneo.

## Carrera
En marzo de 2019 se unió al elenco recurrente de la serie He Is Psychometric, donde dio vida a Kim So-hyun, la mejor amiga desde la infancia de Yoon Jae-in (Shin Ye-eun) e interés romántico de Lee Dae-bong (Noh Jong-hyun), hasta el final de la serie el 30 de abril del mismo año.
El 18 de diciembre de 2020 se unió al elenco de la serie Sweet Home, donde interpretó a Park Yoo-ri, una cuidadora profesional que parece tener cierta formación como profesional de la atención médica.
El 14 de abril de 2021 se unió al elenco de la serie Law School, donde dio vida a Jeon Ye-seul, una hermosa estudiante de primer año de la facultad de derecho de la Universidad de Hankuk, que termina involucrada en una relación abusiva, hasta el final de la serie el 9 de junio del mismo año.
En 2022, hizo su debut cinematográfico en el thriller de acción Hunt. El mismo año, se unió a la serie televisiva de fantasía de época Alquimia de almas, haciendo una breve aparición como la hábil asesina Naksu en la Parte 1. En diciembre de 2022, Regresó como protagonista femenina en la parte 2 de la serie, donde interpretó a la sacerdotisa Jin Bu-yeon/Naksu junto a Lee Jae-wook.
En agosto de 2023 interpretó a una de las protagonistas de la serie de Disney+ Moving con el personaje Jang Hui-soo.
En septiembre de 2023, se confirmó que la actriz aparecería como protagonista de Resident Playbook, un spin-off de la serie Hospital Playlist.
En diciembre del mismo año interpretó al personaje de Lee Ji-su, una novelista que ha estado en una relación con Choi Yi-jae (Seo In-guk) en la serie El juego de la muerte.
En abril de 2024, fue confirmada como la protagonista femenina de Can This Love Be Translated? junto a Kim Seon-ho. La serie, dirigida por Yoo Young-eun y escrita por las Hermanas Hong, está programada para estrenarse en Netflix en 2025.

## Filmografía

### Series de televisión
| Año     | Título                       | Personaje                | Notas                     | Ref.          |
| ------- | ---------------------------- | ------------------------ | ------------------------- | ------------- |
| 2019    | He Is Psychometric           | Kim So-hyun              |                           | [ 13 ]        |
| 2020    | The School Nurse Files       | Choi Yoo-jin             | Aparición especial, ep. 3 |               |
| 2020    | Sweet Home                   | Park Yoo-ri              | 7 episodios               | [ 14 ]        |
| 2021    | Law School                   | Jeon Ye-seul             | 16 episodios              |               |
| 2022    | Rookie Cops                  | Foto de la cita a ciegas | Aparición especial        |               |
| 2022    | Alquimia de almas            | Nak-soo/Cho Young        |                           | [ 15 ] [ 16 ] |
| 2022-23 | Alquimia de almas            | Nak-soo/Cho Young        | Segunda temporada         | [ 17 ]        |
| 2023    | Moving                       | Jang Hee-soo             |                           | [ 18 ]        |
| 2023    | El juego de la muerte        | Lee Ji-soo               | Serie web                 | [ 19 ] [ 20 ] |
| 2024    | Light Shop                   | Jang Hee-soo             | Aparición especial        | [ 21 ]        |
| 2025    | Manual para residentes       | Oh Yi-young              |                           | [ 22 ]        |
| 2025    | Can This Love Be Translated? | Cha Moo-hee              |                           | [ 23 ]        |

### Películas
| Año  | Título | Personaje    | Notas                                                            | Ref.   |
| ---- | ------ | ------------ | ---------------------------------------------------------------- | ------ |
| 2022 | Hunt   | Cho Yoo-jung | Junto a Lee Jung-jae, Jung Woo-sung, Jeon Hye-jin y Jin Seon-kyu | [ 24 ] |

### Comerciales
| Año  | Producto                          | Notas |
| ---- | --------------------------------- | ----- |
| 2021 | Hoegaarden - "Hoegaarden Botanic" |       |
| 2020 | L'Oreal Paris - "Giorgio Armani"  |       |
| -    | KT                                |       |
| -    | Ritz Crackers                     |       |
| -    | Nike                              |       |
| -    | Sports                            |       |

### Apariciones en videos musicales
| Año  | Intérprete           | Canción               | Notas               | Ref.   |
| ---- | -------------------- | --------------------- | ------------------- | ------ |
| 2018 | Yook Sung-jae        | "Confession"          |                     | [ 25 ] |
| 2018 | Penomeco(feat.Crush) | "No.5"                |                     | [ 26 ] |
| 2019 | 10 cm(banda)         | "However"             |                     | [ 27 ] |
| 2020 | Lee Seung-chul       | "I Will Give You All" | junto a Park Bo-gum | [ 28 ] |